# Chalkochidon

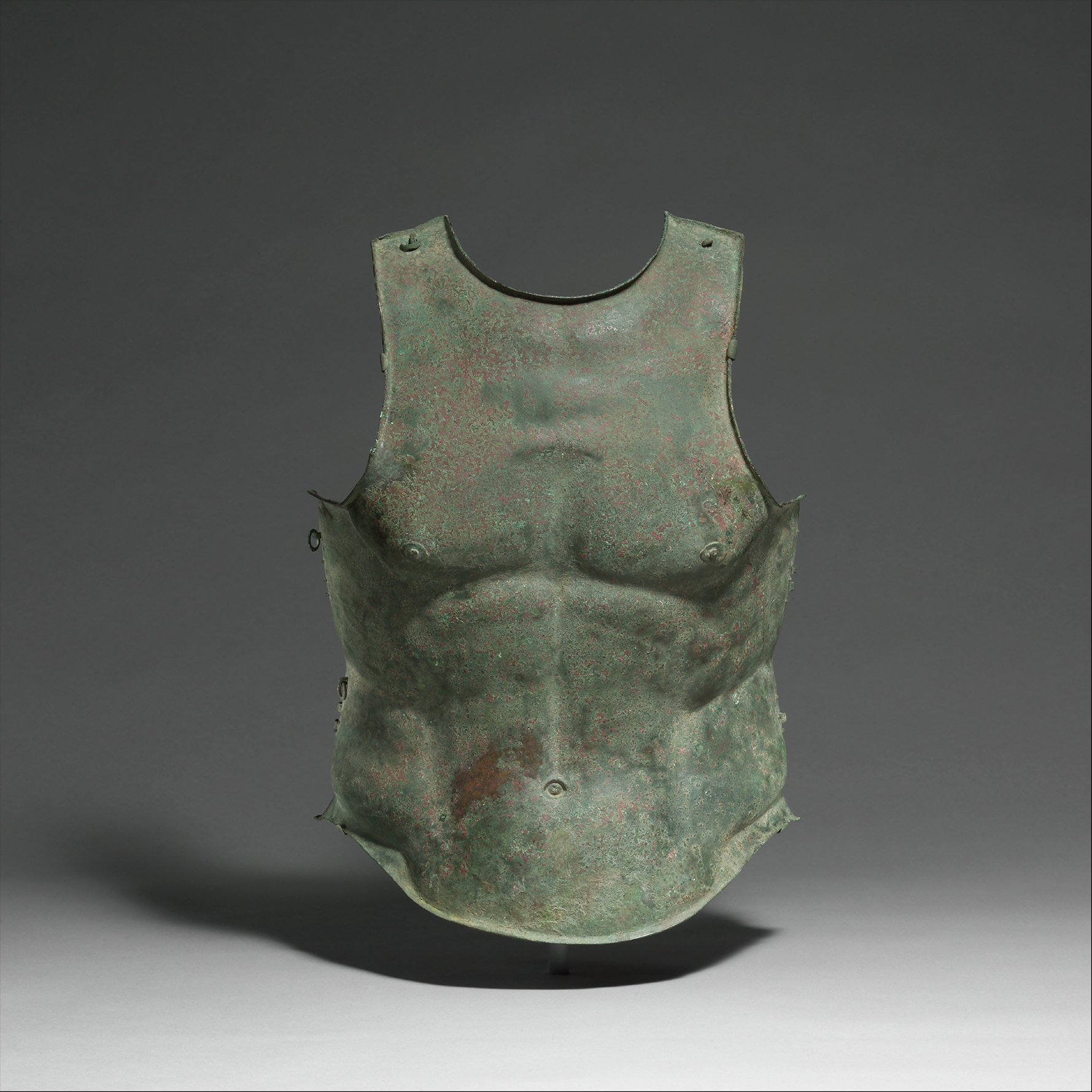
Grecki chalkochidon (IV w. p.n.e.), odworowujący muskulaturę

Chalkochidon (gr.) – kirys torsowy, spiżowy pancerz grecki odpowiadający kształtowi tułowia człowieka, od pasa w dół zaopatrzony w pionowe skórzane pasy nabijane metalowymi płytkami, tworzącymi formę spódniczki.